# 光美唱片
光美文化是一家臺灣本土唱片公司，品牌為光美唱片，成立於1960年代。旗下知名歌手包括洪榮宏、李茂山、姜育恆、蔡幸娟、楊宗憲、邰肇玫、于楓等人。在2019年7月正式併入滾石唱片。

## 獲獎
- 行政院新聞局唱片金鼎獎之唱片製作獎、優良唱片獎
- 年度優良創作歌曲——相思雨

## 外部連結
- 光美音樂網
- YouTube光美唱片官方頻道（页面存档备份，存于）